# Daphné Bürki
Daphné Bürki (n. Daphné de Montmarin, 2 de marzo de 1980, en París) es una presentadora de televisión y columnista francesa.

## Biografía
Daphné Bürki nació en un hospital en el XIV Distrito de París, hija de Hubert de Marin de Montmarin y Catherine Maeght. Es descendiente de François Louis Alfred Durrieu y Pierre-Étienne de Marin de Montmarin.Exalumna de la escuela de Bellas Artes y la escuela de moda Fleuri-Delaporte, comenzó su carrera como estilista en Dior junto a John Galliano.

### En televisión

#### Desde 2004 hasta 2011 Grupo Canal +

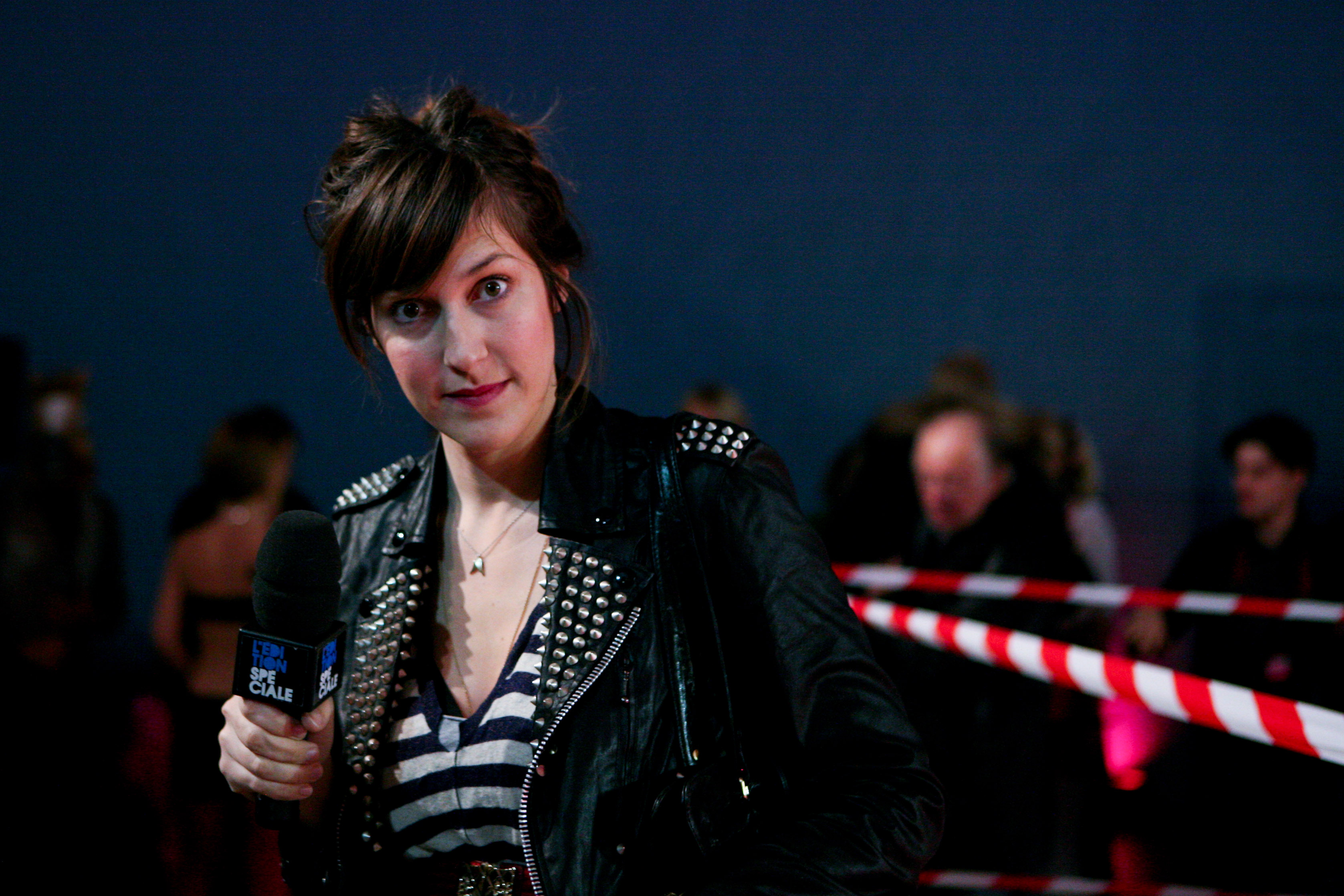
Daphné Bürki, que informa para L'Édition spéciale, durante la carrera de bombas celebrada en París el 21 de noviembre de 2008.

Daphné Bürki dio sus primeros pasos en la televisión en Canal+ como columnista de moda y tendencias en las exposiciones Nous ne sommes pas des anges con Maïtena Biraben luego La Matinale con Bruce Toussaint.Desde septiembre de 2008 hasta junio de 2011, fue columnista de L'Édition spéciale y presenta los "objetos de tendencias" y los "imprescindibles" de la moda.Consiguió un programa en formato corto, de la revista 26 minutes de célébrité, siempre en Canal+ además de participar en Tout le monde il est beau, tout le monde il est gentil, programa presentado por Bruce Toussaint con una sección donde presenta objetos de moda e imprescindibles de la moda. Después presentó un programa de tele-compras en Colette TV.
En 2009 y 2010, presentó Le bon, le beau, le pire en Jimmy, canal de pago de grupo Canal +.

#### De 2011 hasta 2012 France 5
En 2011, dejó Canal+ para France 5, donde presentó, a partir de septiembre, el programa Les Maternelles. Y en la primavera de 2012,sustituye a Alessandra Sublet, durante su baja por maternidad, al presentar C à vous.

#### Entre 2012 y 2018 Canal+, C8 y Europa 1
En septiembre de 2012, reclamada por Ronan Autret, dejó France 5 para regresar a Canal+, donde se unió al equipo de la Grand Journal.De septiembre de 2013 a julio de 2015, presenta Le Tube, un programa de medios semanales los sábados a las 12:45.
Desde el 28 de septiembre de 2015 hasta el 30 de junio de 2017, sucede a Ali Baddou en la presentación del programa La Nouvelle Édition en Canal+ (programa trasladado a C8 desde el lunes 5 de septiembre de 2016 para la temporada 2016/17).
En septiembre de 2017, llegó a France 2, en la presentación de un nuevo programa de la tarde.

### Desde 2017 en Francia Televisions
Desde el 28 de agosto de 2017 presenta la revista Je t'aime, etc. , todas las tardes en France 2 , rodeado de columnistas. Según Daphné Burki, el programa es un programa de entrevistas que “habla sobre el amor y la cocina, el amor y la cultura, el amor y el deporte”. El espectáculo finalizó el 15 de diciembre de 2020.
En diciembre de 2017, fue anfitriona del Gran Desfile de Disneyland París para la 31.ª edición del Teletón , en France 5 , con Sophie Davant y Damien Thévenot .
En directo por France 2, presenta sola, el9 de febrero de 2018Y8 de febrero de 2019, las Victoires de la Musique , fue entonces una de las 14 presentadoras de France Télévisions de la ceremonia de14 de febrero de 2020.
En octubre de 2018, copresenta, en la primera parte de la velada en France 2, Jean Paul Gaultier hace su espectáculo , con Stéphane Bern y Jean-Paul Gaultier y luego Johnny Hallyday , tus mejores recuerdos . En diciembre siguiente presentó Prodigios , un programa de televisión cuyos candidatos eran jóvenes músicos (música instrumental), cantantes (canto lírico) y bailarines clásicos.
Es coanfitriona con Sophie Davant y Faustine Bollaert de la velada de Nochevieja el 31 de diciembre de 2019 en France 2.
El 18 de abril de 2020, durante el primer encierro relacionado con la pandemia de Covid-19 , comentó para France 2, a dúo con André Manoukian , One World: Together At Home , conciertos virtuales, a domicilio y benéficos organizados por Global Citizen. y la artista y cantante estadounidense Lady Gaga , en colaboración con la Organización Mundial de la Salud, para luchar contra el COVID-19 y apoyar a los trabajadores sanitarios durante la pandemia.
EL22 de enero de 2021, participó en la ceremonia de inauguración del canal Culturebox de France Télévisions con Raphäl Yem y presentó con él el programa CultureBox  .
Desde junio de 2022, es una de las jueces principales del reality show Drag Race France en la segunda parte de la velada en France 2, junto a Nicky Doll y Kiddy Smile .
En 2024, fue elegida por el Comité Organizador de los Juegos Olímpicos y Paralímpicos de París 2024 directora de “estilismo y vestuario” para las cuatro ceremonias de París 2024 , en particular la ceremonia de apertura del 26 de julio de 2024  que presentó también con Laurent Delahousse. y Alexandre Boyon , en directo por France 2.

### Prensa
Hasta 2012, Daphné Bürki mantiene una columna semanal en la revista Be.

### Radio
A principios de 2017, Daphné Bürki hizo su debut en la radio en Europe 1.

### Cine

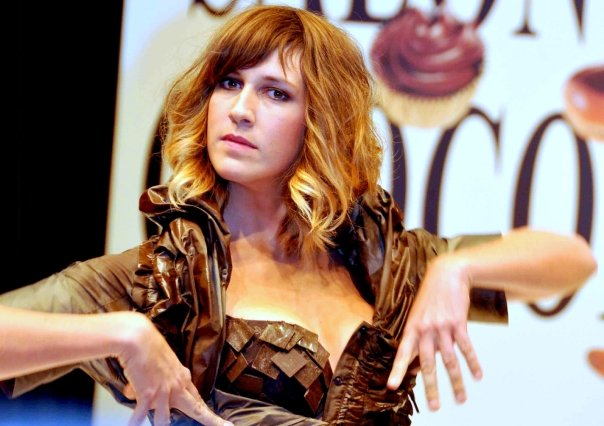
Daphné Bürki en 2009.

En 2008, Daphné Bürki interpretó a Bérengère en Deux jours à tuer dirigido por Jean Becker.
En 2010, interpretó bajo la dirección de Rémi Bezançon en Un heureux événement junto a Louise Bourgoin y Josiane Balasko.
En 2012, forma parte del reparto de David et Madame Hansen de Alexandre Astier con Isabelle Adjani.
In 2014, formó parte del reparto de Les Yeux jaunes des crocodiles por Cécile Telerman, donde interpretó su propio papel.

### Otras actividades
En 2010, Daphné Bürki participa en un conjunto de spots para la marca Femibion, titulada "La 25ª hora de Daphne Burkï", destinada a "momias activas". También fue la musa de una campaña publicitaria de la marca de lencería Dim, titulado "Las lecciones de moda impresionantes de Daphne Bürki".
En 2011, participó en una campaña de publicidad Nesfluid, en forma de una serie web. Ese mismo año, es la madrina de la "Gran braderie de la mode", organizada por la asociación AIDES. En junio, es la personalidad que oficialmente lanza las ventas de verano en Galeries Lafayette.
En 2016, participó en el programa Les Recettes Pompettes con Monsieur Poulpe.

### Vida privada
Daphné Bürki es el compañero de Sylvain Quimène.
Tiene una hija con el cantante Travis Bürki, anteriormente Hedda y nació en 2007. El 7 de enero de 2013, anuncia en vivo en el programa Le Grand Journal que está embarazada de su segundo hijo; dio a luz en julio de 2013 a la pequeña Suzanne.

## Distinciones
- En 2012, Daphné Bürki ganó la Trofeo de Mujeres de Oro con la categoría "Mujer de Media".[33]
- El 4 de enero de 2017, fue elegida "personalidad televisiva del año 2016" por el programa Le Grand Direct des Médias por Europe 1.